# Нірім (кібуц)
Нірім (івр. נִירִים, букв. "зорані поля") — кібуц на півдні Ізраїлю. Розташований у північно-західній пустелі Негев, неподалік від кордону з Сектором Газа, приблизно за 7 кілометрів на схід від Хан-Юніс, та охоплює 22000 дунамів. Підпадає під юрисдикцію регіональної ради Ешколь. У 2022 році тут проживало 416 осіб.

## Історія
Кібуц був заснований у жовтні 1946 року в рамках 11 пунктів плану Негев, спрямованих на встановлення єврейської присутності в Негеві, щоб претендувати на це як на частину майбутньої єврейської держави. Він був названий на честь бригади «Нір» молодіжного руху «Га-Шомер га-цаїр», деякі з членів якої допомогли заснувати кібуц, і спочатку був заснований на місці під назвою Дангур, де зараз знаходиться кібуц Суфа.